# Тумасозеро (озеро, Медвежьегорский район)
Тумасозеро — озеро на территории Паданского сельского поселения Медвежьегорского района Республики Карелии.

## Общие сведения
Площадь озера — 7,2 км², площадь водосборного бассейна — 1190 км². Располагается на высоте 148,2 метров над уровнем моря.
Форма озера продолговатая: вытянуто с северо-запада на юго-восток. Берега изрезанные, каменисто-песчаные, преимущественно возвышенные.
Тумасозеро является звеном в цепочке озёр «Кяткиозеро (с притоком из озёр Кальгъярви и Пизанца) → Тумасозеро → Унутозеро → Сонго», через которые протекает река Сонго, впадающая в озеро Селецкое.
С северо-запада Тумасозеро соединено с Сидраозером, в которое впадает река Сидра, несущая воды из Большого Кукозера.
В озере более десяти безымянных островов различной площади, однако их количество может варьироваться в зависимости от уровня воды.
У юго-восточной оконечности озера проходит дорога местного значения, ответвляющаяся в деревне Маслозере от дороги 86К-165 («Чёбино — Паданы — Шалговаара — Маслозеро»).
Код объекта в государственном водном реестре — 02020001111102000007444.